# Оселок (река)
Оселок — река в России, протекает по территории Вуктыльского округа в Республике Коми. Устье реки находится в 49 км по правому берегу реки Подчерье. Длина реки составляет 48 км.
Исток реки в болотах в 58 км к юго-востоку от города Вуктыл. Река в верхнем течении течёт на север, в нижнем — поворачивает на запад. Русло сильно извилистое. Всё течение проходит по холмистой ненаселённой тайге предгорий Северного Урала. Ширина реки на всём протяжении не превышает 10 метров.

## Данные водного реестра
По данным государственного водного реестра России относится к Двинско-Печорскому бассейновому округу, водохозяйственный участок реки — Печора от водомерного поста у посёлка Шердино до впадения реки Уса, речной подбассейн реки — бассейны притоков Печоры до впадения Усы. Речной бассейн реки — Печора.
По данным геоинформационной системы водохозяйственного районирования территории РФ, подготовленной Федеральным агентством водных ресурсов:
- Код водного объекта в государственном водном реестре — 03050100212103000061890
- Код по гидрологической изученности (ГИ) — 103006189
- Код бассейна — 03.05.01.002
- Номер тома по ГИ — 03
- Выпуск по ГИ — 0